# Henryk Petryk
Henryk Marian Petryk (ur. 13 lipca 1950) – profesor dr hab. nauk technicznych, profesor zwyczajny Instytutu Podstawowych Problemów Techniki Polskiej Akademii Nauk. Szachista, brązowy medalista Drużynowych Mistrzostw Polski 1979 w tej dyscyplinie sportu. Członek Polskiego Związku Szachowego, reprezentant sekcji szachowej klubu Hutnik Warszawa.

## Życiorys
W 1968 roku, będąc uczniem Technikum Mechaniczno-Elektrycznego w Inowrocławiu, wziął udział w X Międzynarodowej Olimpiadzie Matematycznej zorganizowanej w dniach 5–18 lipca w stolicy ZSRR – Moskwie. Zajął w niej trzecie miejsce. Doktoryzował się w 1978 roku, a habilitację uzyskał w 1987 roku w IPPT PAN pisząc pracę zatytułowaną Niejednoznaczność i niestateczność procesów deformacji plastycznych. Tytuł profesora nadano mu w 1995 roku.

## Praca naukowa
Specjalizuje się w zagadnieniach z zakresu mechaniki ciał stałych, w szczególności w teorii plastyczności. Był członkiem korespondentem Polskiej Akademii Nauk od roku 2010, zaś od roku 2022 jest członkiem rzeczywistym. Członek Prezydium Komitetu Mechanik PAN i jego wiceprzewodniczący w latach 2003–2023. Był kierownikiem Zakładu Mechaniki Materiałów oraz Przewodniczącym Rady Naukowej w Instytucie Podstawowych Problemów Techniki PAN. Stypendysta naukowy Uniwersytetu w Dortmundzie.

## Nagrody i wyróżnienia
Uhonorowany m.in.:
- Nagrodą Sekretarza Naukowego PAN (1981),
- Nagrodą Naukową Wydziału IV PAN im. profesora Wacława Olszaka (1986),
- Krzyżem Kawalerskim Orderu Odrodzenia Polski,
- Brązowym medalem na X Międzynarodowej Olimpiadzie Matematycznej w Moskwie (1968),
- Brązowym medalem drużynowych mistrzostw Polski w szachach (Lublin, 1979).